# DB-Baureihe 424
Die Baureihe 424 sind Elektro-Triebwagen, die für die S-Bahn Hannover konzipiert wurden. Die vierteiligen Züge wurden gemeinsam mit den S-Bahn-Triebzügen der Baureihe 423 entwickelt und stellen mit den Zügen der Baureihe 425 und Baureihe 426 eine Einheitsfamilie von neuen Elektrotriebzügen dar. Die Baureihe 424 wurde zwischen 2000 und 2022 von der DB Regio in Hannover eingesetzt. 16 Fahrzeuge wurden danach zur S-Bahn München und 24 zur S-Bahn Köln umbeheimatet.

## Technik
Die Baureihe 424 ist der Baureihe 425 sehr ähnlich. Die Unterschiede zur ersten 425-Serie sind:
- stufenlose Einstiege mit ausfahrbarer Trittstufe zur Spaltüberbrückung
- kein Rollstuhlhublift vorhanden, da nicht benötigt
- die im 425 vorhandene Laufwerksüberwachung wurde im 424 nicht realisiert, daher darf der 424 auch LZB-geführt nur 140 km/h fahren.

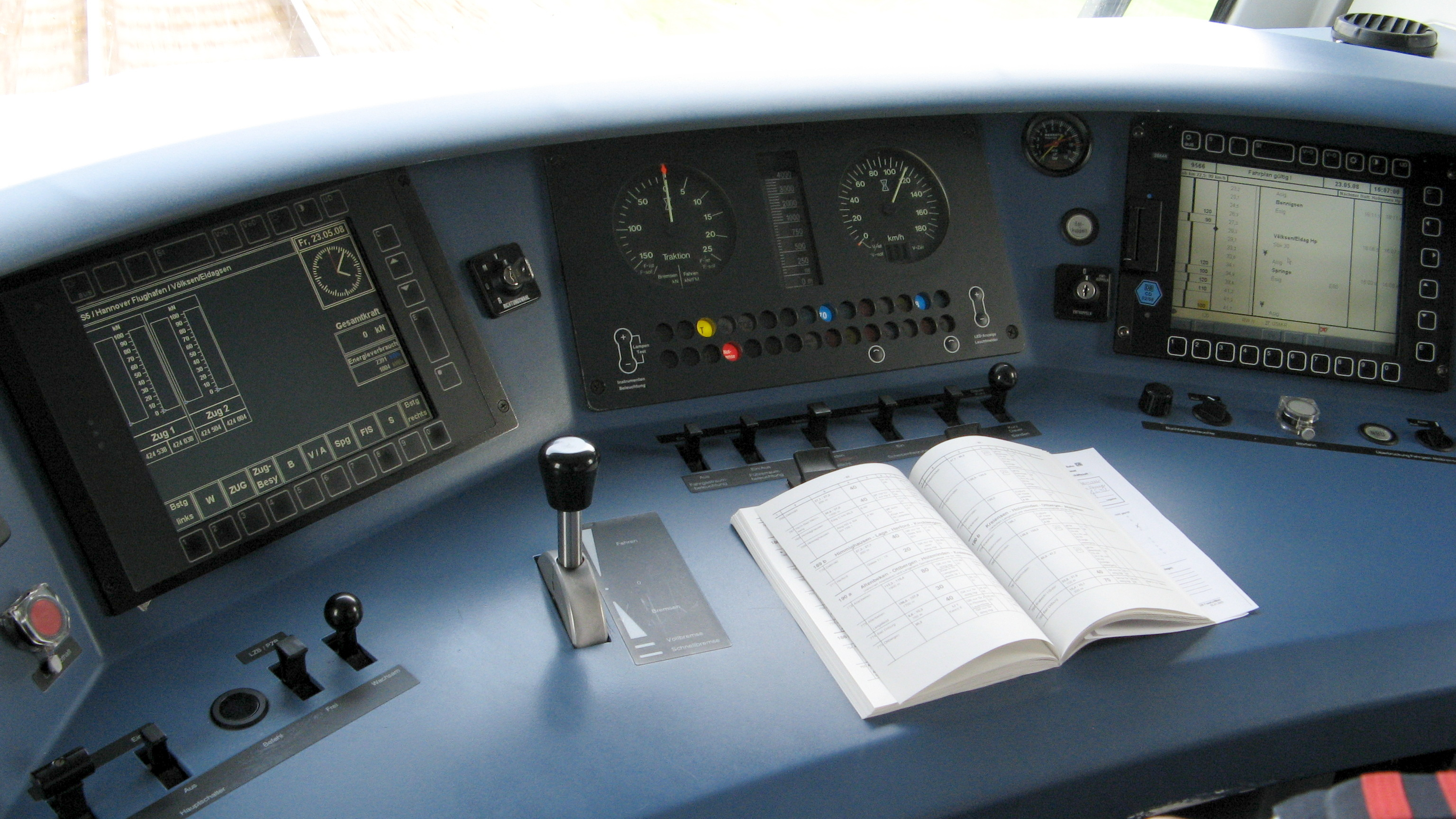
Führerstand der Baureihe 424

Die Baureihe 425 der zweiten, vierten und fünften Bauserie haben ebenfalls die Einstiege mit ausfahrbarer Trittstufe erhalten, wurden jedoch nicht als 424 bezeichnet. Wie der 425 besteht der 424 aus vier Wagen, geführt vom Endtriebwagen 1 mit der Baureihenbezeichnung 424.0, den beiden Mitteltriebwagen 2 und 3 mit der Bezeichnung 434.0 und 434.5 sowie dem Endtriebwagen 4 mit der Baureihenbezeichnung 424.5. Die Wagenkästen ruhen auf fünf Drehgestellen, davon zwei Enddrehgestelle und drei Jakobs-Drehgestelle, wobei das mittlere Drehgestell weder angetrieben noch gebremst wird. Die Fahrzeuge der Baureihe 424 lassen sich nicht nur untereinander kuppeln, sondern auch zu gemischten Mehrfachtraktionen mit 425 und 426 zusammenstellen. Es können maximal vier Triebzüge gekuppelt verkehren. Im Endtriebwagen 1 war eine behindertengerechte Toilette eingebaut.
Im Gegensatz zu älteren S-Bahn-Systemen hat das Fahrzeug eine Fußbodenhöhe von nur 798 mm und bietet somit einen nahezu höhengleichen und mit den ausfahrbaren Trittstufen auch barrierefreien Zugang an 760 mm hohen Standard-Bahnsteigen. Die äußerlich ähnliche, technisch aber völlig anders aufgebaute S-Bahn-Baureihe 423 ist auf die höheren Bahnsteige bei älteren S-Bahn-Netzen zugeschnitten. Die Fahrzeuge der Baureihen 424/434 haben (wie die Baureihe 425) je zwei Doppelschwenkschiebetüren pro Wagenkasten und Seite, während bei der Baureihe 423 drei Türen pro Wagenkasten und Seite vorhanden sind.
Nachdem die DB Regio nach der Ausschreibung der S-Bahn-Leistungen erneut mit der Betriebsführung beauftragt worden war, erhielten die Fahrzeuge 2010/11 Austauschsitze mit dickerer Polsterung der Sitzfläche.

## Einsatz

### S-Bahn Hannover
Die Fahrzeuge sollten gleichzeitig mit der Inbetriebnahme des neuen S-Bahn-Netzes Hannover im Jahr 2000 in den Einsatz gehen, was jedoch durch technische Probleme verhindert wurde. Die unter dem Wagenkasten aufgehängten Transformatoren waren nicht ausreichend abgeschirmt und verursachten Funktionsstörungen an der netzseitigen Signal- und Sicherungstechnik. Während der EXPO 2000 wurden statt der Baureihe 424 von den S-Bahnen in München und Stuttgart ausgeliehene Fahrzeuge der Baureihe 423 eingesetzt. Nachdem die Probleme behoben worden waren, kamen nach der Expo die Fahrzeuge der Baureihe 424 zum Einsatz. Bei Großveranstaltungen wie der Hannover-Messe kommen zur Verstärkung Leihfahrzeuge der Baureihe 425 aus anderen Regionen zum Einsatz.
Später wurde der Fahrzeugbestand der S-Bahn Hannover um sechs Fahrzeuge der Unterbaureihe 425.15 ergänzt, die für den Einsatz auf der S 5 nach Paderborn mit teilweise niedrigen Bahnsteigen mit Variotrittstufen ausgerüstet wurden. 2008 kamen weitere 13 Triebzüge der Baureihe 425.5 der fünften Bauserie (mit Spaltüberbrückung) für die Ausweitung der S-Bahn nach Hildesheim hinzu.
Zum Fahrplanwechsel am 12. Juni 2022 wurde der gesamte Betrieb des Netzes der S-Bahn Hannover vom Eisenbahnverkehrsunternehmen SBH - S-Bahn Hannover übernommen. Damit endete der Einsatz der Baureihe 424 in der Region Hannover vollständig.

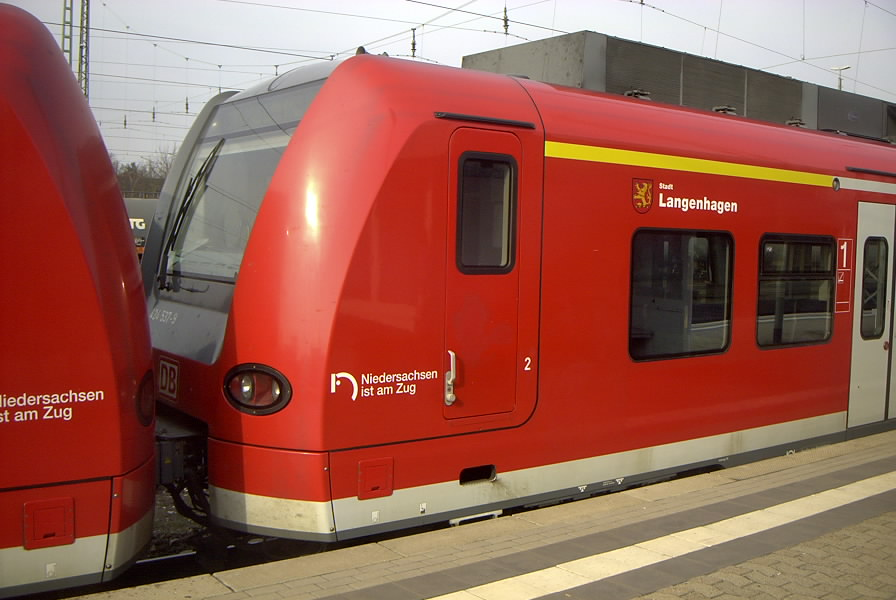
S-Bahn-Triebwagen 424 037 benannt nach der Stadt Langenhagen

Ab 2003 wurden einige Fahrzeuge nach Städten/Gemeinden im S-Bahn-Netz Hannover benannt. 22 Triebzüge trugen das Wappen und den Namen einer Gemeinde an beiden Enden:
- 424 001 Burgdorf
- 424 002 Bückeburg
- 424 004 Lehrte
- 424 005 Wedemark
- 424 006 Neustadt am Rübenberge (unfallbeschädigt, instand gesetzt)
- 424 007 Bad Nenndorf
- 424 011 Stadthagen
- 424 014 Springe
- 424 016 Wennigsen (Deister) (ab 2012)
- 424 017 Bad Münder am Deister
- 424 018 Celle
- 424 019 Minden
- 424 021 Wunstorf
- 424 024 Seelze
- 424 025 Nienburg/Weser
- 424 027 Hannover
- 424 032 Bad Pyrmont
- 424 033 Hameln
- 424 035 Haste
- 424 037 Langenhagen
- 424 038 Barsinghausen
- 424 039 Ronnenberg (ab Juni 2011)

### S-Bahn München
Um auf einigen Linien ab Dezember 2022 weitere Angebotsverbesserungen zu ermöglichen, übernahm die S-Bahn München 16 Gebrauchtfahrzeuge von der S-Bahn Hannover. Ursprünglich war an eine schrittweise Inbetriebnahme ab Herbst 2022 gedacht, die aber durch Lieferengpässe und daraus resultierende Verzögerungen bei der Modernisierung nicht realisiert wurde. Danach wurde als Termin der Inbetriebnahme der Herbst 2023 geführt. In der Woche vor Weihnachten 2023 sind erste Züge in Betrieb gegangen.
Wegen der anderen Einstiegshöhe von nur etwa 80 Zentimetern setzt die S-Bahn München diese Triebzüge nur außerhalb der Stammstrecke ein. Zunächst fuhren sie auf den Pendelzügen der S2 im Abschnitt Dachau-Altomünster, Verstärkerzüge auf der Linie S 4 zwischen Geltendorf/Buchenau und Hauptbahnhof, sowie die Linie S 20 zwischen Höllriegelskreuth und Pasing/Grafrath. Seit der neuen Linienführung 2024 bedienen sie ausschließlich die Linie S 7 Wolfratshausen – München Hauptbahnhof. In der ersten Zeit gab es Probleme auf der Linie S 7, insbesondere mit dem Fahrgastinformationssystem.
Nach der Modernisierung wird die Kapazität mit 506 Personen angegeben, davon 197 auf Sitzplätzen und 309 als Stehplätze. Die Fahrgastinformation wurde ebenfalls modernisiert. Es gibt nun acht doppelseitige Deckenmonitore, acht LED-Außendisplays an der Seite und zwei als Frontanzeiger. Als WLAN-Technik wurden zwei Außen- und fünf Innen-Antennen eingebaut. Auf die Toilette wurde aufgrund des Verkehrsvertrags mit der Bayerischen Eisenbahngesellschaft verzichtet.

### S-Bahn Köln

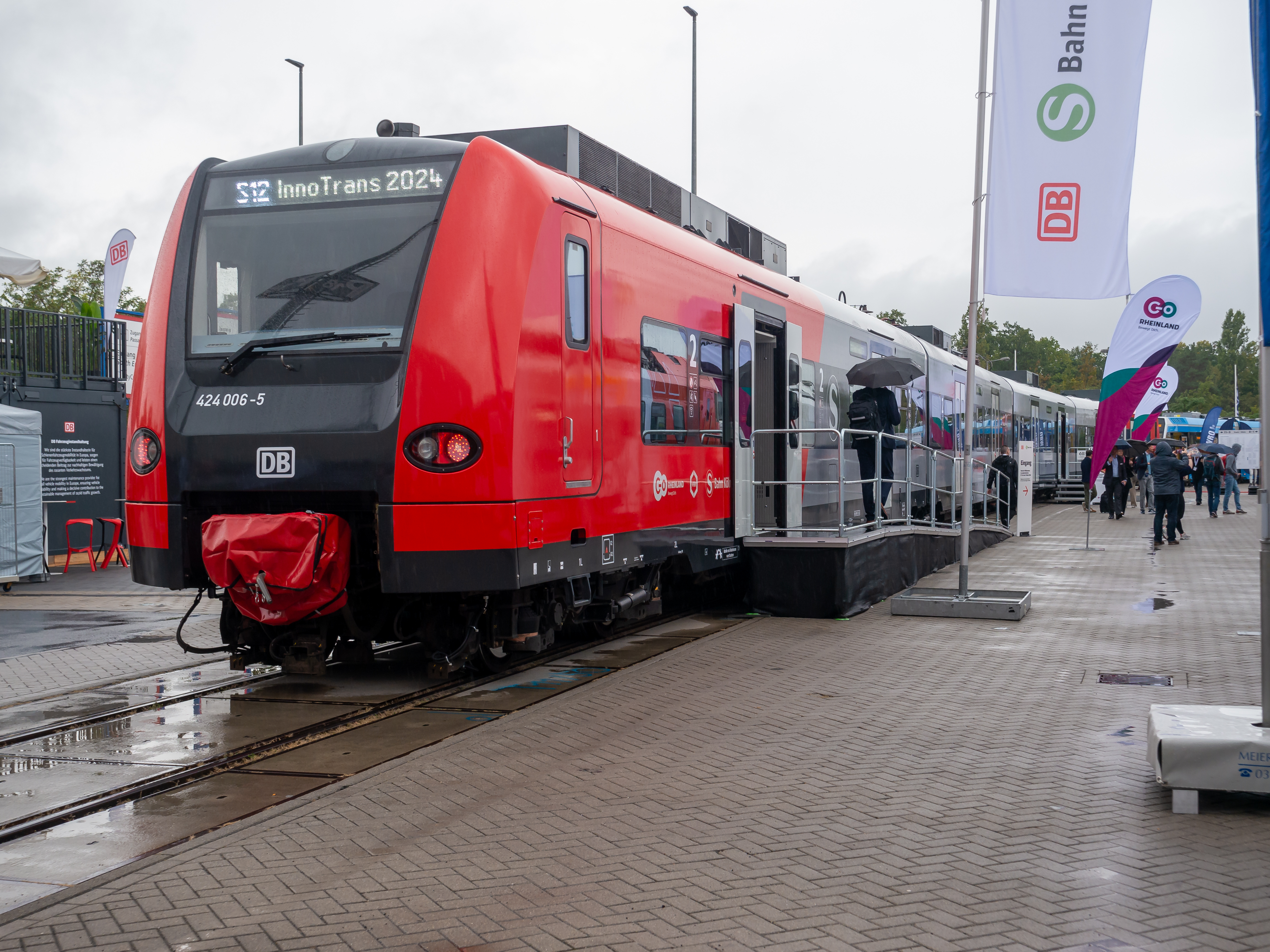
Baureihe 424 für die S-Bahn Köln auf der Innotrans 2024

Bei der S-Bahn Köln ersetzen 24 Fahrzeuge der Baureihe 424 Triebwagen der Baureihe 420 auf der Linie S 12. Dazu wurden die 24 Einheiten bei der Firma Vossloh Rolling Stock in Kiel und Werken in Krefeld und Hannover einem Redesign unterzogen. Die Wagenkästen wurden dabei seitlich grau mit einem schwarzen Fensterband und an den Enden bis einschließlich der ersten Tür rot lackiert. Sie ähneln so optisch den Kölner Stadtbahnfahrzeugen der KVB. Anfang 2022 fanden Testfahrten auf der Siegstrecke statt.
Im Dezember 2023 wurden DB Regio NRW und Münchner Agentur Neomind mit dem German Design Award 2024 für das Projekt „Modernisierung ET 424“ als „Special Mention“ in der Kategorie „Aviation, Maritime and Railway“ ausgezeichnet.
Im April 2024 wurden die modernisierten Fahrzeuge der Öffentlichkeit präsentiert. Eingesetzt werden diese seit Anfang Mai 2024 auf den Linien der S 12 und S 19. Auf diesen Linien gibt es Stationen mit Bahnsteighöhen sowohl von 76 cm als auch von 96 cm. Die Züge der Baureihe 424 ermöglichen einen niveaugleichen Einstieg an 76 cm hohen Bahnsteigen. An Bahnsteigen mit einer Höhe von 96 cm muss dagegen anders als bei anderen Fahrzeugen der S-Bahn Köln eine Stufe überwunden werden.